# پالین (کانزاس)
پالین (به انگلیسی: Pauline) یک منطقهٔ مسکونی در ایالات متحده آمریکا است که در کانزاس واقع شده‌است.